# Mert Müldür
Mert Müldür (Vienna, 3 aprile 1999) è un calciatore turco, difensore del Fenerbahçe e della nazionale turca.

## Caratteristiche tecniche
È un playmaker, dotato di una buona capacità di corsa, si dimostra abile negli inserimenti offensivi, dato che la sua progressione gli permette di andare in profondità, potendo così concludere verso la porta con entrambi i piedi, essendo ambidestro, altre volte usa il colpo di testa. Nell'uno-contro-uno usa bene la sua tecnica di dribbling. Müldür può giocare anche come difensore centrale.

## Carriera

### Club

#### Rapid Vienna e Sassuolo
Cresciuto nelle giovanili del Rapid Vienna, ha esordito in prima squadra il 13 maggio 2018 in occasione dell'incontro di Bundesliga perso 4-1 contro il Salisburgo. Segna il suo primo gol con la squadra in Europa League battendo per 2-1 lo Spartak Mosca. Il 4 agosto 2019 è autore della sua seconda e ultima rete con il Rapid Vienna nella partita che si è conclusa con un pareggio per 2-2 contro il St. Pölten.
Il 20 agosto 2019 passa ufficialmente a titolo definitivo al Sassuolo. Dopo cinque giorni esordisce subito nella serie A italiana, nella partita persa per 2-1 in casa del Torino, rilevando il compagno di squadra Jeremy Toljan, anch'egli esordiente in campionato. Segna la sua prima rete coi neroverdi il 1º luglio 2020 nel successo per 1-3 in casa della Fiorentina, realizza il suo secondi gol nella vittoria per 4-2 contro il Lecce.

#### Fenerbahçe
Il 1º agosto 2023 viene ceduto al Fenerbahçe. Segna un gol nella schiacciante vittoria per 7-1 contro il Konyaspor.

### Nazionale
Dopo aver giocato in Under-17 e Under-19, l'11 ottobre 2018 ha esordito con la nazionale maggiore nei minuti finali dell'amichevole interna pareggiata 0-0 contro la Bosnia.
Viene convocato in nazionale Under-21 nel marzo del 2019 in occasione delle qualificazioni all'europeo di categoria.
Il 13 novembre 2021 realizza il suo primo gol in nazionale A nel successo per 6-0 contro Gibilterra.
Convocato per Euro 2024, il 18 giugno 2024, nella partita inaugurale del gruppo F, disputata al Signal Iduna Park di Dortmund, segna il gol del momentaneo vantaggio contro la Georgia, nonché suo primo gol in un Europeo, in una partita che finirà 3-1 a favore dei turchi. La Turchia viene eliminata nei quarti di finale, Müldür condanna involontariamente alla sconfitta la propria squadra essendosi reso autore dell'autogol del 2-1 contro i Paesi Bassi.

## Statistiche

### Presenze e reti nei club
Statistiche aggiornate al 20 dicembre 2024
| Stagione            | Squadra             | Campionato          | Campionato | Campionato | Coppe nazionali | Coppe nazionali | Coppe nazionali | Coppe continentali | Coppe continentali | Coppe continentali | Altre coppe | Altre coppe | Altre coppe | Totale | Totale | Totale |
| Stagione            | Squadra             | Comp                | Pres       | Reti       | Comp            | Pres            | Reti            | Comp               | Pres               | Reti               | Comp        | Pres        | Reti        | Pres   | Reti   |        |
| ------------------- | ------------------- | ------------------- | ---------- | ---------- | --------------- | --------------- | --------------- | ------------------ | ------------------ | ------------------ | ----------- | ----------- | ----------- | ------ | ------ | ------ |
| 2017-2018           | Rapid Vienna        | BL                  | 2          | 0          | CA              | 0               | 0               | -                  | -                  | -                  | -           | -           | -           | 2      | 0      |        |
| 2018-2019           | Rapid Vienna        | BL                  | 26         | 0          | CA              | 5               | 0               | UEL                | 10                 | 1                  | -           | -           | -           | 41     | 1      |        |
| ago. 2019           | Rapid Vienna        | BL                  | 4          | 1          | CA              | 0               | 0               | -                  | -                  | -                  | -           | -           | -           | 4      | 1      |        |
| Totale Rapid Vienna | Totale Rapid Vienna | Totale Rapid Vienna | 32         | 1          |                 | 5               | 0               |                    | 10                 | 1                  |             | -           | -           | 47     | 2      |        |
| ago. 2019-2020      | Sassuolo            | A                   | 24         | 2          | CI              | 1               | 0               | -                  | -                  | -                  | -           | -           | -           | 25     | 2      |        |
| 2020-2021           | Sassuolo            | A                   | 28         | 0          | CI              | 1               | 0               | -                  | -                  | -                  | -           | -           | -           | 29     | 0      |        |
| 2021-2022           | Sassuolo            | A                   | 31         | 0          | CI              | 2               | 0               | -                  | -                  | -                  | -           | -           | -           | 33     | 0      |        |
| 2022-2023           | Sassuolo            | A                   | 2          | 0          | CI              | 1               | 0               | -                  | -                  | -                  | -           | -           | -           | 3      | 0      |        |
| Totale Sassuolo     | Totale Sassuolo     | Totale Sassuolo     | 85         | 2          |                 | 5               | 0               |                    | -                  | -                  |             | -           | -           | 90     | 2      |        |
| 2023-2024           | Fenerbahçe          | SL                  | 26         | 1          | TK              | 3               | 0               | UECL               | 2                  | 0                  | ST          | 0           | 0           | 31     | 1      |        |
| 2024-2025           | Fenerbahçe          | SL                  | 14         | 0          | TK              | 0               | 0               | UCL+UEL            | 4+6                | 0                  | -           | -           | -           | 24     | 0      |        |
| Totale Fenerbahçe   | Totale Fenerbahçe   | Totale Fenerbahçe   | 40         | 1          |                 | 3               | 0               |                    | 12                 | 0                  |             | 0           | 0           | 55     | 1      |        |
| Totale carriera     | Totale carriera     | Totale carriera     | 156        | 4          |                 | 13              | 0               |                    | 22                 | 1                  |             | 0           | 0           | 191    | 5      |        |

### Cronologia presenze e reti in nazionale
| Cronologia completa delle presenze e delle reti in nazionale ― Turchia | Cronologia completa delle presenze e delle reti in nazionale ― Turchia | Cronologia completa delle presenze e delle reti in nazionale ― Turchia | Cronologia completa delle presenze e delle reti in nazionale ― Turchia | Cronologia completa delle presenze e delle reti in nazionale ― Turchia | Cronologia completa delle presenze e delle reti in nazionale ― Turchia | Cronologia completa delle presenze e delle reti in nazionale ― Turchia | Cronologia completa delle presenze e delle reti in nazionale ― Turchia |
| Data                                                                   | Città                                                                  | In casa                                                                | Risultato                                                              | Ospiti                                                                 | Competizione                                                           | Reti                                                                   | Note                                                                   |
| ---------------------------------------------------------------------- | ---------------------------------------------------------------------- | ---------------------------------------------------------------------- | ---------------------------------------------------------------------- | ---------------------------------------------------------------------- | ---------------------------------------------------------------------- | ---------------------------------------------------------------------- | ---------------------------------------------------------------------- |
| 11-10-2018                                                             | Rize                                                                   | Turchia                                                                | 0 – 0                                                                  | Bosnia ed Erzegovina                                                   | Amichevole                                                             | -                                                                      | 86’                                                                    |
| 20-11-2018                                                             | Adalia                                                                 | Turchia                                                                | 0 – 0                                                                  | Ucraina                                                                | Amichevole                                                             | -                                                                      | 85’                                                                    |
| 3-9-2020                                                               | Sivas                                                                  | Turchia                                                                | 0 – 1                                                                  | Ungheria                                                               | UEFA Nations League 2020-2021 - 1º turno                               | -                                                                      |                                                                        |
| 27-3-2021                                                              | Malaga                                                                 | Norvegia                                                               | 0 – 3                                                                  | Turchia                                                                | Qual. Mondiali 2022                                                    | -                                                                      | 75’                                                                    |
| 30-3-2021                                                              | Istanbul                                                               | Turchia                                                                | 3 – 3                                                                  | Lettonia                                                               | Qual. Mondiali 2022                                                    | -                                                                      |                                                                        |
| 27-5-2021                                                              | Alanya                                                                 | Turchia                                                                | 2 – 1                                                                  | Azerbaigian                                                            | Amichevole                                                             | -                                                                      |                                                                        |
| 31-5-2021                                                              | Adalia                                                                 | Turchia                                                                | 0 – 0                                                                  | Guinea                                                                 | Amichevole                                                             | -                                                                      |                                                                        |
| 3-6-2021                                                               | Paderborn                                                              | Turchia                                                                | 2 – 0                                                                  | Moldavia                                                               | Amichevole                                                             | -                                                                      | 84’                                                                    |
| 16-6-2021                                                              | Baku                                                                   | Turchia                                                                | 0 – 2                                                                  | Galles                                                                 | Euro 2020 - 1º turno                                                   | -                                                                      | 73’                                                                    |
| 20-6-2021                                                              | Baku                                                                   | Svizzera                                                               | 3 – 1                                                                  | Turchia                                                                | Euro 2020 - 1º turno                                                   | -                                                                      |                                                                        |
| 1-9-2021                                                               | Istanbul                                                               | Turchia                                                                | 2 – 2                                                                  | Montenegro                                                             | Qual. Mondiali 2022                                                    | -                                                                      |                                                                        |
| 4-9-2021                                                               | Gibilterra                                                             | Gibilterra                                                             | 0 – 3                                                                  | Turchia                                                                | Qual. Mondiali 2022                                                    | -                                                                      |                                                                        |
| 7-9-2021                                                               | Amsterdam                                                              | Paesi Bassi                                                            | 6 – 1                                                                  | Turchia                                                                | Qual. Mondiali 2022                                                    | -                                                                      |                                                                        |
| 13-11-2021                                                             | Istanbul                                                               | Turchia                                                                | 6 – 0                                                                  | Gibilterra                                                             | Qual. Mondiali 2022                                                    | 1                                                                      | 46’ 85’                                                                |
| 29-3-2022                                                              | Konya                                                                  | Turchia                                                                | 2 – 3                                                                  | Italia                                                                 | Amichevole                                                             | -                                                                      | 86’                                                                    |
| 4-6-2022                                                               | Istanbul                                                               | Turchia                                                                | 4 – 0                                                                  | Fær Øer                                                                | UEFA Nations League 2022-2023 - 1º turno                               | -                                                                      |                                                                        |
| 7-6-2022                                                               | Vilnius                                                                | Lituania                                                               | 0 – 6                                                                  | Turchia                                                                | UEFA Nations League 2022-2023 - 1º turno                               | -                                                                      |                                                                        |
| 14-6-2022                                                              | Smirne                                                                 | Turchia                                                                | 2 – 0                                                                  | Lituania                                                               | UEFA Nations League 2022-2023 - 1º turno                               | -                                                                      | 84’                                                                    |
| 8-9-2023                                                               | Eskişehir                                                              | Turchia                                                                | 1 – 1                                                                  | Armenia                                                                | Qual. Euro 2024                                                        | -                                                                      | 61’                                                                    |
| 12-9-2023                                                              | Genk                                                                   | Giappone                                                               | 4 – 2                                                                  | Turchia                                                                | Amichevole                                                             | -                                                                      |                                                                        |
| 22-3-2024                                                              | Budapest                                                               | Ungheria                                                               | 1 – 0                                                                  | Turchia                                                                | Amichevole                                                             | -                                                                      | 27’                                                                    |
| 26-3-2024                                                              | Vienna                                                                 | Austria                                                                | 6 – 1                                                                  | Turchia                                                                | Amichevole                                                             | -                                                                      |                                                                        |
| 4-6-2024                                                               | Bologna                                                                | Italia                                                                 | 0 – 0                                                                  | Turchia                                                                | Amichevole                                                             | -                                                                      |                                                                        |
| 10-6-2024                                                              | Varsavia                                                               | Polonia                                                                | 2 – 1                                                                  | Turchia                                                                | Amichevole                                                             | -                                                                      |                                                                        |
| 18-6-2024                                                              | Dortmund                                                               | Turchia                                                                | 3 – 1                                                                  | Georgia                                                                | Euro 2024 - 1º turno                                                   | 1                                                                      | 85’                                                                    |
| 26-6-2024                                                              | Amburgo                                                                | Rep. Ceca                                                              | 1 – 2                                                                  | Turchia                                                                | Euro 2024 - 1º turno                                                   | -                                                                      | 80’                                                                    |
| 2-7-2024                                                               | Lipsia                                                                 | Austria                                                                | 1 – 2                                                                  | Turchia                                                                | Euro 2024 - Ottavi di finale                                           | -                                                                      |                                                                        |
| 6-7-2024                                                               | Berlino                                                                | Paesi Bassi                                                            | 2 – 1                                                                  | Turchia                                                                | Euro 2024 - Quarti di finale                                           | -                                                                      | 82’                                                                    |
| 6-9-2024                                                               | Cardiff                                                                | Galles                                                                 | 0 – 0                                                                  | Turchia                                                                | UEFA Nations League 2024-2025 - 1º turno                               | -                                                                      |                                                                        |
| 9-9-2024                                                               | Smirne                                                                 | Turchia                                                                | 3 – 1                                                                  | Islanda                                                                | UEFA Nations League 2024-2025 - 1º turno                               | -                                                                      | 74’                                                                    |
| 11-10-2024                                                             | Samsun                                                                 | Turchia                                                                | 1 – 0                                                                  | Montenegro                                                             | UEFA Nations League 2024-2025 - 1º turno                               | -                                                                      | 62’                                                                    |
| 16-11-2024                                                             | Kayseri                                                                | Turchia                                                                | 0 – 0                                                                  | Galles                                                                 | UEFA Nations League 2024-2025 - 1º turno                               | -                                                                      |                                                                        |
| 19-11-2024                                                             | Nikšić                                                                 | Montenegro                                                             | 3 – 1                                                                  | Turchia                                                                | UEFA Nations League 2024-2025 - 1º turno                               | -                                                                      | 46’                                                                    |
| 20-3-2025                                                              | Istanbul                                                               | Turchia                                                                | 3 – 1                                                                  | Ungheria                                                               | UEFA Nations League 2024-2025 - Play-off                               | -                                                                      | 27’                                                                    |
| 23-3-2025                                                              | Budapest                                                               | Ungheria                                                               | 0 – 3                                                                  | Turchia                                                                | UEFA Nations League 2024-2025 - Play-off                               | -                                                                      |                                                                        |
| 10-6-2025                                                              | Chapel Hill                                                            | Messico                                                                | 1 – 0                                                                  | Turchia                                                                | Amichevole                                                             | -                                                                      |                                                                        |
| Totale                                                                 |                                                                        | Presenze                                                               | 36                                                                     |                                                                        | Reti                                                                   | 2                                                                      |                                                                        |